# Wajin
Els yamato (大和|民族, yamato minzoku, lit. “ètnia yamato”) o wajin (和人 / 倭人, lit. “poble wa”) conformen un grup ètnic de l'extrem orient que comprèn més del 98% de la població del Japó. Estudis genètics i antropomètrics han posat de relleu que el poble Yamato descendeix predominantment dels pobles yayoi i Kofun, que emigraren al Japó des del continent a partir del I mil·lenni aC, i en menor mesura el poble indígena jōmon que ja poblaven l'arxipèlag japonès durant mil·lennis abans de la seva arribada.
El terme yamato també serveix per a referir-se a les primeres persones que s'establiren a la província de Yamato (corresponent a l'actual prefectura de Nara). Generacions d'arqueòlegs, historiadors i lingüistes japonesos han debatut si aquest mot està relacionat amb els anteriors Yamatai (邪馬臺)  . Al voltant del segle VI el clan Yamato establí la primera i única dinastia del Japó. El clan es va convertir en la facció governant de la zona, i incorporà els nadius del Japó i els migrants del continent. Els líders del clan també elevaren el seu propi sistema de creences que presentava culte als ancestres a una religió nacional coneguda com xintoisme.
El terme es començà a usar cap a finals del segle XIX per tal de distingir els colons del Japó "sensu stricto" dels grups ètnics minoritaris que habitaven les zones perifèriques de l'aleshores Imperi Japonès, inclosos els ainus, els ryukyuans, els nivkh, així com els xinesos, coreans i austronèsics (els pobles  indígenes taiwanesos i els micronesis incorporats al Japó). A principis del segle XX aquesta expressió finalment s'usà com a propaganda racial. Després de la rendició del Japó a la Segona Guerra Mundial, el mot esdevingué antiquat ja que se li havien associat nocions pseudocientífiques racistes descartats en molts cercles. Des de la caiguda de l'Imperi les estadístiques japoneses només compten la seva població en termes de nacionalitat, més que no pas la seva etnicitat.

## Etimologia
Els wajin (també coneguts com wa o wō ) o yamato eren els noms de la Xina primitiva per referir-se a un grup ètnic que vivia al Japó al voltant del període dels Tres Regnes. Els escribes, antics i medievals, de l'Àsia oriental escrivien regularment wa o Yamato amb el mateix caràcter xinès 倭, que es fa servir per a referir-se a "nan", fins al segle VIII, quan els japonesos el trobaren insultant, substituint-lo per 和 "harmonia, pau, equilibri". Retroactivament, aquest caràcter fou adoptat al Japó per a fer referència al propi país, sovint combinat amb el caràcter 大, que significa literalment "gros".
La històrica Província de Yamato dins del Japó (corresponent a l'actual prefectura de Nara al centre de Honshu) limita amb la província de Yamashiro (avui dia el sector sud de la prefectura de Kyoto); tanmateix, els noms d'ambdues províncies semblen contenir l'ètim japònic yama, que normalment significa "muntanya/-es" (alguns cops amb un significat més proper a "bosc", especialment en algunes llengües ryukyuan ). Altres parelles de províncies històriques del Japó també comparteixen un element etimològic, com ara Kazusa (<* Kami-tu-Fusa, "Fusa superior") i Shimōsa (<* Simo-tu-Fusa, "Fusa inferior") o Kōzuke (<* Kami-tu-Ke, "Ke superior"), Shimotsuke (<* Simo-tu-Ke"-Ke inferior"). En aquests últims casos, es creu que les parelles de províncies amb noms semblants es formaren per la partició d'una província anterior en temps prehistòrics o protohistòrics.
Tot i que els orígens etimològics de wa segueixen sent incerts, els textos històrics xinesos registren un poble antic que residia a l'arxipèlag japonès, anomenat *ʼWâ o *ʼWər倭. Les investigacions de Carr proposen etimologies per al mot wa que van des de factible (transcripció dels pronoms japonesos en primera persona waga 我が "el meu; el nostre" i ware 我 "jo; nosaltres; un mateix") a vergonyós (escrivint el japonès wa com 倭i implicant "nan"), i resumeix les interpretacions de * ʼWâ "japonès" en variacions de dues etimologies: "conductualment 'submís' o físicament 'curt '. La primera explicació "submís; obedient" va començar amb el diccionari Shuowen Jiezi (121 dC). Defineix 倭 com shùnmào順皃 "aspecte obedient/submís/dòcil", explica gràficament la "persona; humana" arrel amb un shùnmào wěi 委 fonètica "flexionada" i cita el poema Shi Jing anterior. "És concebible, que quan els xinesos es trobaren per primer cop amb els japonesos", suggereix Carr, "transcrigueren wa com *ʼWâ 'inclinat', significant una reverència / reverència 'complint'. Els gestos de respecte es noten en les primeres referències històriques al Japó. Els exemples inclouen "El respecte es mostra posant-se a la gatzoneta", i "o es posen a la gatzoneta o s'agenollen, amb les dues mans a terra. Aquesta és la manera com mostren respecte." 
Koji Nakayama interpreta wēi 逶 "sinuós" com "molt lluny" i es tradueix eufemísticament Wō 倭 com "separat del continent". La segona etimologia de wō 倭 que significa "nan (varietat d'una espècie animal o vegetal), menut, gent petita" té possibles cognats en ǎi 矮 "baix, curt (d'estatura)", wō 踒 "tensió; cames doblegades", i wò 臥 "estirar; ajupir; seure (animals i ocells)". Les primeres històries dinàstiques xineses es refereixen a un Zhūrúguó 侏儒國 "país pigmeu/nan" situat al sud del Japó, associat possiblement amb l'illa d'Okinawa o les illes Ryukyu. Carr cita la precedència històrica d'interpretar wa com a "poble submís" i la llegenda del "País dels nans" com a evidència que l'etimologia de la "gent petita" era un desenvolupament secundari.

## Historiografia

### Després de la restauració Meiji
El racisme científic fou una idea occidental importada al Japó a partir de finals del segle XIX. Tot i que la noció fou molt contestada pels intel·lectuals i estudiosos japonesos, la falsa noció d'homogeneïtat racial s'usà com a propaganda degut a les circumstàncies polítiques del Japó al tombant dels segles XIX i XX, que coincidiren amb l'imperialisme japonès i la Segona Guerra Mundial. Les teories racials pseudocientífiques, que englobaven la falsa creença de la superioritat del caràcter Yamato, serviren per a donar suport moral a l'expansionisme militar, les pràctiques discriminatòries i l'etnocentrisme. El concepte de "puresa de sang" com a criteri per a la singularitat del minzoku (nacionalisme ètnic) yamato va començar a circular al voltant del 1880 al Japó, a partir del moment que alguns científics japonesos començaven investigacions eugenèsiques.
De bell antuvi la propaganda imperial japonesa adoptà la idea de la supremacia japonesa afirmant que els japonesos representaven una combinació de tots els pobles i cultures de l'extrem orient, per tal de justificar la conquesta de l'Àsia continental per part del Japó imperial, emfasitzant trets heterogenis. La propaganda imperial japonesa començà a emfasitzar les idees de puresa racial i la supremacia de la raça yamato a mida que s'intensificava la Segona Guerra Sino-japonesa. Impulsat per la ideologia de la supremacia racial, la puresa racial i la unitat nacional entre 1868 i 1945, el govern Meiji i l'Imperi japonès identificaren i assimilaren a la força les poblacions marginades, que incloïen els pobladors d'Okinawa, els ainu i altres grups no yamato poc representats, imposant programes d'assimilació de la llengua, la cultura la i religió.

Segons Aya Fujiwara, estudiant postdoctoral de la Universitat McMaster, en un intent d'influir sobre la diàspora japonesa al Canadà, les autoritats japoneses imperials usaren el terme yamato com a propaganda racial durant la Segona Guerra Mundial, dient que:
"Per als japonesos-canadencs en particular, l'emperador era el símbol més natural per promoure el sentiment nacional primordial i la superioritat de la raça yamato, el terme que els japonesos feien servir per distingir-se dels altres. Aquest terme significava una raça noble, els membres de la qual es veien a si mateixos com a "gent escollida". La modernització del Japó, que començà amb la Restauració Meiji l'any 1868, produí nombrosos escrits històrics que intentaren definir els japonesos sota l'esquema oficial de crear una nació forta. Importada al Canadà per intel·lectuals japonesos, el "mite de la descendència comuna" que els japonesos pertanyien a la noble raça yamato encapçalada per l'emperador des del període antic fou un dels elements cabdals que definien la identitat etno-racials dels japonesos-canadencs als anys 1920. L'evolució i la supervivència d'una comunitat ètnica, argumenta Anthony D. Smith, es basa en el complicat "sistema de creences" que crea "una comunió sagrada del poble" amb una distingible cultura i història. Durant aquest període, els intel·lectuals japonesos, els estudiosos i els representants oficials canadencs tractaren de mantenir la seva influència, reforçant un mite transnacional, que promouria l'orgull racial dels japonesos canadencs com a poble escollit per Déu al món".
L'historiador de la Segona Guerra Mundial i l'Holocaust Bryan Mark Rigg assenyalà el 2020 com la teoria de la raça mestra de yamato s'inclogué en la propaganda i les escoles del govern durant les dècades prèvies a la Segona Guerra Mundial i com els gaijin (estrangers d'ètnia no japonesa) eren considerats al Japó com a subhumans. També es discriminà a les races no yamato dins del Japó, com els pobles ainu i ryūkyū.

### Ús contemporani
Acabada la Segona Guerra Mundial el govern japonès continuà adherint-se a les nocions d'homogeneïtat racial i supremacia racial, amb la raça yamato encapçalant la jerarquia racial. La propaganda japonesa de puresa racial retornà al Japó després de la Segona Guerra Mundial gràcies al suport de les forces aliades. La política dels EUA al Japó posà fi a la purga dels criminals de guerra d'alt rang i reinstal·là els líders responsables de la creació i manifestació de la propaganda racial d'abans de la guerra.
Al Japó actual el terme Yamato minzoku pot ser vist com antiquat degut a les connotacions racistes descartades en molts cercles desprès de la rendició del Japó a la Segona Guerra Mundial. Sovint s'empren les expressions " gent japonesa" o fins i tot "japonès-japonès", tot i que aquests termes també tenen complicacions degut a la miscel·lània ambigua de nocions d'ètnia i nacionalitat.
Avui dia a les estadístiques japoneses només es  comptabilitza la població en termes de nacionalitat, més que d'ètnia, per tant, la quantitat de persones d'ètnia yamato és incerta. .

## Origen

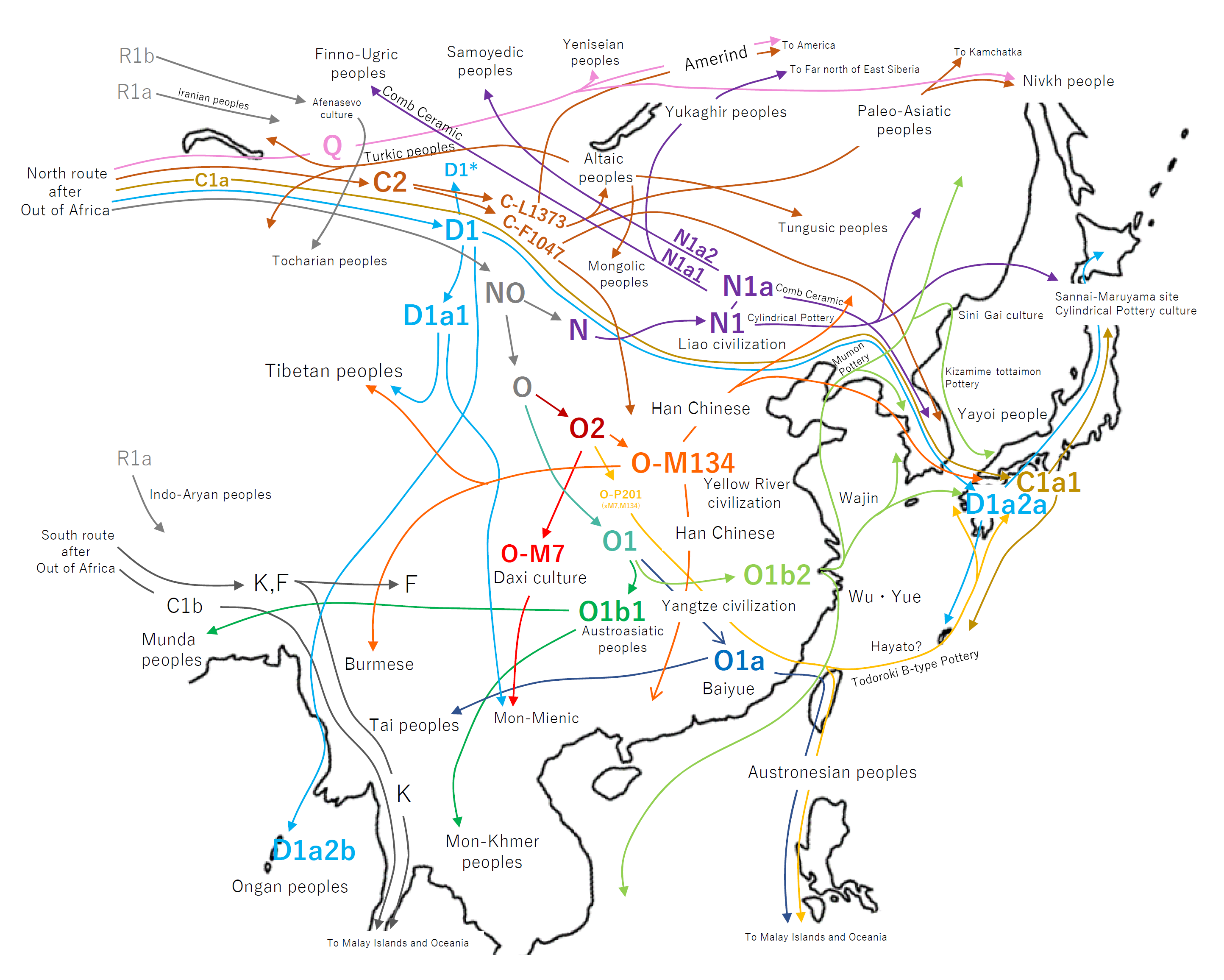
Proposta de rutes migratòries humanes al Japó, basades en estudis d'haplogrups

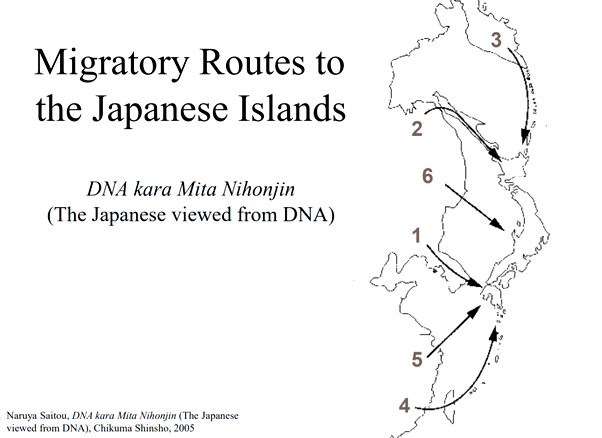
Rutes migratòries al Japó durant el període jōmon

La teoria més ben considerada és que els actuals japonesos yamato són descendents tant del poble yayoi com dels diferents pobles jōmon locals. Els japonesos pertanyen als llinatges de l'Àsia oriental D-M55 i O-M175, amb una minoria que pertany a C-M217 i N-M231 . La població de referència per als japonesos (yamato) que s'utilitza a Geno 2.0 Next Generation és el 89% de l'est d'Àsia, el 2% de Finlàndia i el nord de Sibèria, el 2% d'Àsia Central i el 7% del sud-est asiàtic i Oceania, cosa que fa que els japonesos pràcticament ~100% eurasiàtics. XXXXXXXXXXX Els yamato mostren una estreta relació genètica amb altres asiàtics moderns del nord-est, sent més semblants als coreans, els xinesos han del nord i altres grups que es troben a la zona. . La investigació genealògica ha revelat perfils genètics extremadament semblants entre aquests tres grups ètnics de l'Àsia oriental, cosa que els fa gairebé indistingibles entre si i mostres antigues. També es va trobar que els yamatos comparteixen una gran afinitat genètica amb l'antiga mostra (~8.000 aC) de la cova Chertovy Vorota a la regió d'Amur al nord-est asiàtic.
Es diu que el clúster japonès modern és el més semblant al coreà; en un estudi basat en haplotips, es va trobar que el clúster japonès comparteix el 87-94% dels seus components genètics amb el clúster coreà, en comparació amb un resultat xinès han de només un 0-8%, un clar contrast clar. A més, l'afinitat genètica amb el clúster coreà és particularment forta entre un clúster provinent de Shimane específicament i Honshu de manera més àmplia, però relativament menys pronunciada, si bé encara aclaparadora, als clústers de Kyushu. Tanmateix, l'estudi aclareix que "l'estimació del perfil d'ascendència no pot proporcionar la història definitiva de la migració original, tret que es verificarà més amb l'evidència històrica".
Els primers registres escrits sobre la gent del Japó provenen de fonts xineses. Aquestes fonts parlaven del poble wa, els avantpassats directes dels yamato i d'altres agricultors japonesos. El wa de na va rebre un segell d'or de l'emperador Guangwu de la dinastia Han oriental. Aquest esdeveniment va fou registrat al Llibre del Han Tardà compilat per l'historiador xinès Fan Ye al segle V dC. El segell en si fou descobert al nord de Kyūshū al segle XVIII. Els primers historiadors xinesos descrigueren wa com una terra de centenars de comunitats tribals disperses. Fonts xineses del segle III informaven que els primers wa / yamato vivien de peix cru, verdures i arròs servits en safates de bambú i fusta, picaven de mans per adorar (cosa que encara es fa als santuaris xintoistes avui) i construïen túmuls de terra. També mantenien relacions vassall/mestre, cobraven impostos, tenien graners i mercats provincials i practicaven el dol. El Wei Zhi (en xinès: 魏志), que forma part dels Registres dels Tres Regnes, esmenta per primer copYamataikoku i la reina Himiko al segle III. Segons el registre, Himiko va assumir el tron de wa, com a líder espiritual, després d'una gran guerra civil. El seu germà petit estava al càrrec dels afers d'estat, entre elles les relacions diplomàtiques amb la cort xinesa del Regne de Wei.Quan es va preguntar sobre els seus orígens per l'ambaixada de Wei, la gent de wa va afirmar ser descendents de la gent de Wu, una figura històrica del regne Wu al voltant del delta del Yangtze de la Xina, però això està en discussió.
Els parlants de japones també estaven al sud i al centre de la península de Corea. Aquests agricultors de parla japonesa peninsulars posteriorment foren substituïts/assimilats per parlants coreans (del sud de la Manxúria) probablement causant la migració i expansió dels yayoi dins de l'arxipèlag japonès. Whitman (2012) suggereix que els agricultors yayoi no estan relacionats amb els proto-coreans, sinó que estaven presents a la península coreana durant el període de la ceràmica Mumun. Segons Whitman , els japonès arribà a la península coreana cap al 1500 aC i fou dut a l'arxipèlag japonès pels agricultors yayoi cap al 950 aC, cap al final del període Jōmon. La família lingüística associada tant a la cultura Mumun com als yayoi és la japonesa. El coreà entrà a la península coreana més tard, provinent de Manxúria, cap al 300 aC i convisqué amb els descendents dels agricultors japonesos Mumun (o els assimilaren). Ambdós s'influïren mútuament i un efecte fundador posterior disminuí la variabilitat interna d'ambdues famílies lingüístiques.
- Un estudi genètic (2019) estimà que els yamato comparteixen més del 90% del seu genoma amb els agricultors d'arròs yayoi i menys del 10% amb els grups heterogenis del període Jōmon.[44] Un estudi posterior de Gakuhari et al. del 2019 postula que el poble yamato té entre el 92% i el 96,7% d'ascendència arrossera yayoi (amb el 3,3% i el 8% de les heterogènies tribus del període Jōmon) i s'agrupen estretament amb altres coreans i xinesos Han, però estan lleugerament desplaçats cap als siberians orientals. XXXXX

Basant-se en l'evidència arqueològica i la similitud genètica entre yamato i coreans, el geògraf i historiador nord-americà Jared Diamond afirmà que el poble yayoi, els avantpassats del poble yamato, emigraren de la península de Corea. <.
- Watanabe et al. l'any 2021 establiren que el poble jōmon era una població heterogènia i que els japonesos de diferents regions tenien diferents quantitats d'al·lels SNP derivats dels jōmon, que van del 17,3% al 24% representats pels jōmon del sud, i del 3,8% al 14,9% representats pels jōmon del nord. Els jōmon del sud eren genèticament semblants als asiàtics de l'est contemporanis (especialment els tujies, els tibetans i els miao), mentre que els jōmon del nord tenien un component d'ascendència diferenciat parcial, possiblement derivat dels siberians paleolítics, al costat d'un component d'ascendència d'Àsia oriental. La població del període jōmon, encara que heterogènia, era la més propera als asiàtics orientals contemporanis i als nadius americans.[46]

Un estudi del setembre de 2021 publicat a la revista Science Advances concloïa que la gent del Japó tenia signatures genètiques de tres poblacions antigues en lloc de només dues, com es pensava anteriorment, fundant la recentment encunyada "estirp Kofun" i la nova "teoria d'ascendència tripartita" (en substitució de l'antiga "teoria d'ascendència dual"). No obstant això, degut a les inconsistències i la manca de mostres genealògiques, la cadena relativament recent sovint és objecte de debat entre investigadors; i és àmpliament rebutjada pels científics japonesos en els últims anys per ser redundant.
- L'estudi del 2021 publicat a la revista Science Advances va trobar que la gent del Japó tenia signatures genètiques de tres poblacions antigues, en lloc de només dues com es pensava anteriorment.[53][1]  Dues d'aquestes poblacions eren els jōmon i els yayoi. Segons els investigadors, els japonesos tenen aproximadament un 13% i un 16% d'ascendència genètica d'aquests dos grups, respectivament. Es va trobar que el 71% restant de l'ascendència genètica provenia de migrants que arribaren al voltant de l'any 300 dC durant el període Kofun, i tenien una composició genètica que s'assemblava principalment a la població xinesa han moderna. Es deia que aquest grup de migrants dugué avenços culturals i lideratge centralitzat al Japó. Segons Shigeki Nakagome, co-líder de l'estudi, "en aquest període es van començar a utilitzar caràcters xinesos, com ara caràcters xinesos inscrits en instruments metàl·lics, per exemple espases". [53] XXXX(1)

- En un estudi realitzat l'any 2022 per la Universitat de Xiamen, els investigadors van descobrir que, tot i trobar proves del poble jōmon a la península coreana i l'arxipèlag japonès, hi havia poc o cap rastre del seu impacte genètic en els fons genètics dels seus respectius pobles.[54] Segons l'estudi, els antics coreans estaven composts per "ascendència relacionada amb el nord-est asiàtic i ascendència indígena relacionada amb els jōmon" suggerint que "l'ascendència del nord-est asiàtic es relacionava amb els agricultors del riu Liao occidental del Neolític al nord-est de la Xina."[54]  La troballa indicà que els "agricultors relacionats amb el riu Liao occidental podrien haver difós la llengua proto-coreana, ja que es va trobar que la seva ascendència era predominant en els coreans actuals" i aquests "grups proto-coreans, al seu torn, van introduir l'ascendència semblant al riu Liao occidental al fons genètic del Japó actual".[54] Es creu que aquestes persones van provocar el desplaçament del poble indígena jōmon, provocant una disminució significativa dels genomes jōmon a les regions. Es va deduir que aquest esdeveniment (i les poblacions que van romandre genèticament homogènies des d'aleshores) va ser el que va fer que els coreans i els japonesos moderns comparteixin la majoria de la seva composició genètica[54] ja que aquest darrer grup "es pot representar com una barreja de coreans (91%) amb un patrimoni genètic limitat d'un llinatge basal d'Àsia oriental relacionat amb els jōmon (9%)."[55][54]
- Segons Pere Gelabert en un article del 2022, els antics coreans del període dels Tres regnes de Corea codificaven "Korea TK", tenien una gran similitud genètica amb els japonesos del període Kofun.[56] "Els vuit individus del període coreà TK es situen dins de la diversitat d'individus d'Àsia oriental, especialment a prop dels coreans i japonesos actuals, de l'antic Kofun del Japó i de diversos coreans del Neolític".[56] Indicava que el llinatge Kofun ja era present a la península abans de ser introduir-se a l'arxipèlag.[56]

- Un estudi del 2024 postulava a més que el poble japonès descendia dels grups indígenes jōmon, de l'est asiàtic i del nord-est asiàtic. Segons la investigació, l'ascendència jōmon domina al sud del Japó, especialment a Okinawa (28,5%), seguida pel nord-est del Japó (19%) i l'oest del Japó (12%). L'ascendència asiàtica oriental és dominant al Japó occidental i disminueix gradualment cap a l'est. En canvi, l'ascendència del nord-est asiàtic és dominant al nord-est del Japó i disminueix gradualment cap a l'oest. Aquestes tendències expliquen per què les variants dels gens BRCA1 i BRCA2, que s'associen al càncer de mama hereditari, són comunes a l'est i l'oest del Japó respectivament. Aquests gens provenien de japonesos i asiàtics continentals relacionats amb el nord-est asiàtic.[57]

- Un altre estudi de l2024 realitzat per un grup de recerca conjunt de la Universitat de Tòquio analitzà el genoma d'un individu yayoi i conclogué que era més semblant a les poblacions coreanes entre els grups no japonesos.[58] L'anàlisi genètica d'un individu yayoi postula que el poble yayoi té relació amb ancestres coreans.[59] L'estudi també usà el modelatge de mescles per donar suport a un model de barreja bidireccional, concloent que la majoria dels immigrants a l'arxipèlag japonès durant els períodes Yayoi i Kofun provenien de la península coreana.[60]

## Ryukyuans
Hi ha grans desacords sobre si s'ha de considerar els ryukyuans iguals que els yamato, o identificar-los com un grup ètnic independent però relacionat, o com un subgrup que constitueix l'ètnia japonesa juntament amb els yamato. Els ryukyuan tenen una cultura diferent de la yamato, incloent la seva pròpia gastronomia, història, llengua, religió i tradicions.
A partir del període Meiji — durant el qual el regne de Ryukyuan fou annexat pel Japó — i en endavant, estudiosos japonesos com Shinobu Orikuchi i Kunio Yanagita han donat suport al punt de vista ideològic posteriorment desacreditat que eren un subgrup del poble yamato. Els ryukyuans foren assimilats a la força al poble japonès (yamato) amb la seva identitat ètnica, tradició, cultura i llengua suprimides pel govern Meiji. Molts japonesos moderns que colonitzaren les illes Ryukyu són una barreja de yamato i ryukyuan.